# Perth Cemetery (China Wall)
Perth Cemetery (China Wall) is een Britse militaire begraafplaats met gesneuvelden uit de Eerste Wereldoorlog, gelegen in het Belgische dorp Zillebeke. De begraafplaats ligt 720 m ten noorden van het dorpscentrum ( Sint-Katharinakerk). Ze werd ontworpen door Edwin Lutyens en wordt onderhouden door de Commonwealth War Graves Commission. Het terrein heeft een lange rechthoekige vorm, met aan het achterste deel een kleine verbreding, en een oppervlakte van 8.600 m². De begraafplaats wordt omgeven door een bakstenen muur. De toegang in de westelijk hoek bestaat uit een tweedelig metalen hek tussen witte stenen zuilen. De Stone of Remembrance staat in de noordelijke hoek en het Cross of Sacrifice staat vlak bij de ingang in de westelijke hoek van de begraafplaats.
Er worden 2.791 doden herdacht waaronder 1.369 niet geïdentificeerde.

## Geschiedenis
Langs de weg naar Ieper, nabij "Gorden House" werd de weg gekruist door een communicatieloopgraaf die liep van de spoorweg in zuidoostelijke richting naar "Halfway House". Deze loopgraaf had een borstwering van zandzakken en werd "Great Wall of China" genoemd.
In november 1914 startten de Fransen met de aanleg van de begraafplaats en de Britse 2nd Scottish Rifles namen deze in juni 1917 over. Zij noemden de begraafplaats China Wall, naar de loopgraaf, Halfway House Cemetery of Perth; het Britse bataljon was immers deels ontstaan uit een regiment genoemd naar Perth. Tot oktober 1917 deed ze dienst als frontlijnbegraafplaats en telde toen 130 graven. Pas na het einde van de oorlog werd de begraafplaats weer in gebruik genomen, toen meer dan 2.500 graven uit de slagvelden en uit andere begraafplaatsen werden overgebracht. Verschillende Britse slachtoffers die in Duitse begraafplaatsen begraven waren werden naar hier overgebracht:
- Becelaere German Cemetery No. 1 (246th Reserve Infantry Regiment) (2 doden) en Reutel German Cemetery (128 doden) in Beselare.
- Nachtigall (or Rossignol, or Vieux-Chien) German Cemetery (69 doden) in Geluveld.
- St. Joseph German Cemetery (4 doden) in Hooglede.
- Houthulst German Cemetery (1 dode) in Houthulst.
- Langemarck German Cemetery No. 7 (ook Totenwaldchen genoemd) (4 doden), Langemarck German Cemetery No. 8 (27 doden), Schreiboom German Cemetery (34 doden), Keerselaere West German Cemetery (29 doden) en Weidendrift German Cemetery (98 doden) in Langemark.
- Keerselaerhoek German Cemetery (14 doden) en Wallemolen German Cemetery (35 doden) in Passendale.
- Hans Kirchner German Cemetery No. 2 (4 doden), Poelcapelle German Cemetery No. 2 (98 doden), Poelcapelle German Cemetery No. 3 ( 42 doden) en Treurniet German Cemetery (1 dode) in Poelkapelle.
- L'Eebbe Farm Cemetery (21 doden) in Poperinge.
- St. Julien Communal Cemetery (6 doden) en St. Julien East German Cemetery (96 doden) in Sint-Juliaan.
- Belgian Chateau Cemetery (23 doden) in Vlamertinge.
- Westroosebeke German Cemetery No. 2 (1 dode) in Westrozebeke.
- Manneken Farm German Cemetery No. 3 (13 doden) in Zarren.
- Durham Cemetery (52 doden), Gordon House Cemetery No. 2 (30 doden), Ration Dump Burial Ground (29 doden), Transport Farm Annexe (27 doden) en Trench Railway Cemetery (21 doden) in Zillebeke.
- Broodseinde German Cemeteries (27 doden) en Garter Point Cemetery (31 doden) in Zonnebeke.

Er liggen nu 2.791 militairen begraven waaronder 2.481 Britten (waaronder 1.269 niet geïdentificeerde), 147 Australiërs (waaroner 19 niet geïdentificeerde), 133 Canadezen (waaronder 77 niet geïdentificeerde), 23 Nieuw-Zeelanders (waaronder 4 niet geïdentificeerde) en 7 Zuid-Afrikanen.
Er liggen 108 slachtoffers van wie de graven op de oorspronkelijke begraafplaatsen door het oorlogsgeweld vernietigd werden. Zij staan in een ovaal rond 3 Duhallow Blocks opgesteld. Achteraan op de begraafplaats staan Special Memorials voor 25 Britten en 1 Canadees, van wie de graven verloren zijn gegaan, maar waarvan men veronderstelt dat ze onder naamloze graven liggen.
Het Franse aandeel werd aanvankelijk uitgebreid tot 158 graven, maar deze werden later naar elders overgebracht.
Deze begraafplaats werd in 2009 als monument beschermd.

## Graven

### Onderscheiden militairen
- Frederick Birks, luitenant bij de Australian Infantry werd onderscheiden met het Victoria Cross (VC) voor zijn koelbloedig optreden bij het veroveren van vijandelijke stellingen. Hij werd tijdens een bombardement gedood op 21 september 1917, terwijl hij hielp bij het ontgraven van manschappen die bedolven waren door datzelfde bombardement. Hij was 23 jaar. Hij ontving eerder ook nog de Military Medal (MM).
- William Henry Johnston, majoor bij de Royal Engineers werd onderscheiden met het Victoria Cross (VC). Tijdens de opmars van de Duitse troepen gaf hij op 14 september 1914, niettegenstaande hij gewond was, blijk van volharding en moed bij het overbrengen van twee vlotten met munitie over de Aisne. Zo kon de vooruitgeschoven stelling van de troepen over de rivier, behouden blijven. Hij sneuvelde tijdens een actie in Ieper op 8 juni 1915.
- Victor Augustine Flower, luitenant-kolonel bij het London Regiment werd onderscheiden met de Distinguished Service Order (DSO).
- B.H. Driver, majoor bij het The Queen's (Royal West Surrey Regiment) en Tom Cecil Noel, luitenant bij de Royal Air Force werden onderscheiden met het Military Cross (MC). Laatstgenoemde ontving deze onderscheiding tweemaal (MC and Bar).
- sergeant-majoor Stephen Jackson werd onderscheiden met de Distinguished Conduct Medal en de Military Medal (DCM, MM).
- sergeant-majoor Thomas Linington Dallimore (Royal Field Artillery) en soldaat Benjamin James Wyatt (Cameronians (Scottish Rifles) werden onderscheiden met de Distinguished Conduct Medal (DCM).
- nog 19 militairen ontvingen de Military Medal (MM).

### Gefusilleerde militairen
- De begraafplaats telt zeven graven met militairen die wegens desertie werden gefusilleerd. Deze zijn: korporaal Frederick Ives (31 jaar), de soldaten George Roe (19 jaar), Thomas Harris (21 jaar), Thomas Docherty, Ernest Fellows (29 jaar), Louis Phillips (23 jaar) en Evan Fraser (19 jaar).[4]

### Minderjarige militairen
- schutter Archie B. Waterhouse en de soldaten A.H. Corrick, Herbert G. Watts en Frederick A.G. Thomas waren slechts 17 jaar toen ze sneuvelden.

### Aliassen
- korporaal C.W. Skinner diende onder het alias C.W. Brigstock bij de Royal Field Artillery.
- soldaat E. Lloyd diende onder het alias E. Blick bij de Canadian Infantry.